# Маошань
Гора Маошань (кит. упр. 茅山, пиньинь Máo Shān, палл. мао шань) — гора в китайской провинции Цзянсу, находится на территории городских окргов Цзюжун (句容市) и Цзиньтань (金坛市), к востоку от города Нанкин. Высота горы — до 375 м.

## В даосизме
Эта гора играет большую роль в истории даосизма. Здесь около 370 года основатель даосской школы Шанцин Ян Си 楊羲 (330-386) построил скит, в котором жил со своими учениками. Достаточно скоро гора стала местом паломничества, был построен храмовый комплекс, который стал центром школы Шанцин (которая называлась также Маошань по имени горы).
Знаменит храм Маошань даоюань (茅山道院) на вершине горы.
В настоящее время гора представляет собой охраняемую природную зону, на ней сохранилось множество храмов, оборудована инфраструктура для туристических прогулок.